# Leopold V. Babenberský
Leopold V. Babenberský (1157 – 31. prosince 1194 Štýrský Hradec) byl v letech 1177 až 1194 vévoda rakouský a v letech 1192 až 1194 vévoda štýrský, pocházející z rodu Babenberků. Rakouským vévodou se stal po smrti svého otce Jindřicha II. Jasomirgotta na počátku roku 1177. Na konci 70. let se aktivně zapojil do bojů o český knížecí trůn. V roce 1186 uzavřel se štýrským vévodou Otakarem Georgenberské úmluvy, na jejichž základě v roce 1192 přešlo Štýrsko pod vládu Babenberků.
Během svého života dvakrát putoval do Svaté země. Poprvé v roce 1182 a podruhé v roce 1190 v rámci třetí křížové výpravy. Proslavil se především zajetím anglického krále Richarda Lví srdce při jeho návratu z kruciáty. Za porušení církevního přikázání o nedotknutelnosti křižáka byl papežem Celestýnem III. exkomunikován. Zemřel na konci roku 1194 na následky pádu z koně.

## Život

### Mládí a první roky vlády

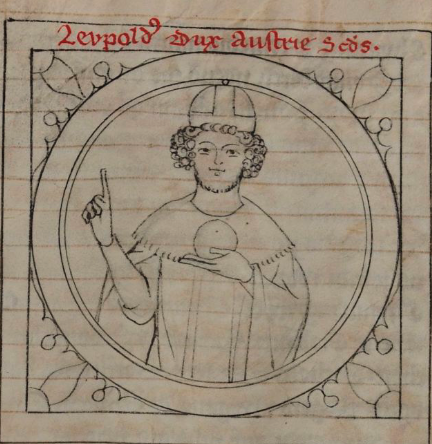
Leopold (Liber Fundatorum Zwetlensis)

Leopold byl starším synem Jindřicha II. Jasomirgotta a jeho druhé ženy Theodory, dcery Andronika Komnena a neteře byzantského císaře Manuela I. V roce 1174 se oženil s Helenou, dcerou uherského krále Gejzy II., zatímco bratr jeho manželky uherský král Štěpán byl ženatý s Leopoldovou starší sestrou Anežkou.
Leopoldův otec Jindřich Jasomirgott si 29. listopadu 1176 při pádu z koně zlomil nohu. Po úrazu žil ještě šest týdnů než 13. ledna 1177 na následky zranění zemřel. Po jeho smrti se stal rakouským vévodou jako starší syn právě Leopold, který si v únoru nechal od císaře Fridricha nechal udělit své země v léno. Již v následujícím roce pomáhal vybojovat české knížectví svému bratranci Bedřichovi. Spolu s moravským údělníkem Konrádem vpadl v červnu 1178 na Olomoucko, a pokusil se dokonce dobýt i Olomoucký hrad. Vzájemné spojenectví bylo potvrzeno i sňatkem Leopoldova mladšího bratra Jindřicha s Bedřichovou nevlastní sestrou Richenzou. Roku 1179 s Bedřichem jako s novým českým knížetem uzavřel na říšském sjezdu v Chebu dohodu, která znamenala rozdělení sporného pomezního hvozdu na Vitorazsku a Leopoldovi se tak podařilo stabilizovat severní hranici svých držav.
Roku 1182 podnikl mladý vévoda pouť do Svaté země. Zvolil nesnadnou cestu přes
Uhry do Byzance. Jestli zde, jako syn jedné z byzantských princezen, získal nějakou podporu, která by usnadnila jeho další cestu, není známo. Každopádně dorazil bez zvláštních obtíží až do Jeruzaléma. Na zpáteční cestu se vydal po moři do Apulie a odtud po jaderském pobřeží domů do Rakouska, kam dorazil na konci roku 1182. Z této cesty si domů přivezl relikvii svatého Kříže, kterou věnoval svému oblíbenému cisterciáckému klášteru v Heiligenkreuz.

### Georgenberské úmluvy
V srpnu roku 1186 uzavřel se svým vzdáleným příbuzným štýrským vévodou Otakarem IV. smlouvu, která mu zajišťovala po Otakarově smrti veškeré štýrské dědictví. Jednání trvala několik dnů či dokonce týdnů než dospěla 17. srpna k dohodě jež byla vyjádřena ve dvou dokumentech. Později tuto dohodu pojistil i úpravou postavení štýrských ministeriálů zakotvenou ve smlouvě. Tato ujednání na začátku roku 1187 schválil na říšském sněmu v Řezně i císař (a Leopoldův bratranec) Fridrich I. Barbarossa.
V letech 1188–1189 probíhaly těžké boje mezi Leopoldem a uherským králem Bélou III.
Důvodem pohraničních sporů byly hrady štýrských šlechticů ležící na uherském území a také plánované převzetí Štýrska Babenberky.

### Třetí křížová výprava
Brzy po katastrofické porážce vojska jeruzalémského království u Hattínu a následujícím obsazení Jeruzaléma Turky, stala se v Evropě znovu aktuální otázka křížové výpravy. Když císař Fridrich Barbarossa vyhlásil třetí křížovou výpravu přislíbil se k ní připojit i vévoda Leopold. Ještě předtím se spolu s vévodou Fridrichem Švábským, synem císaře Fridricha Barbarossy, a würzburským biskupem Gottfriedem zaručil byzantskému poselstvu za mírové úmysly výpravy vůči Byzanci. V důsledku toho pak poselstvo přislíbilo podporu a zásobování výpravy na byzantském území. Leopold se nemohl z důvodu probíhajícího nepřátelství s Uhry připojit k výpravě hned od počátku a na cestu do Svaté země se vydal teprve v srpnu 1190.
| „         | Také rakouský vévoda Leopold, již dlouho zapálen touhou po této pouti, třebaže se odtud byl nedávno vrátil a ač byl volán a žádán svým pánem Jindřichem, jenž byl dosud římským králem, aby se strojil k jeho výpravě, přece chtěl raději sloužit králi věčnému než časnému. Na Nanebevzetí Panny Marie totiž vytáhl z Vídně a dal se na cestu křesťanského rytířstva a nastoupil v Benátkách na loď, hodlal veslovat přes Illyrské a Dalmatské moře. Ale zadržen podobným nečasem, který, jak bylo řečeno, na podzim, jenž tehdy nastával, obvykle silně zuří, byl donucen přistát ve městě Zadaru v Dalmácii a přezimovat tam po celou část toho roku až do příštího jara. Tam také s ostatními, kteří byli zadrženi z podobné příčiny, očekával vhodný čas k plavbě a jarní vánek, vlídnější k plavcům. Jak oni v messinském přístavu, tak ti, kteří zmoženi nudou meškali celý tento rok u Zadaru, využili příležitosti jarního času a vydali se na zamýšlenou cestu a bezpečně a bez zdržení přistáli v přístavu Akkon. | “ |
| — Ansbert | |   |

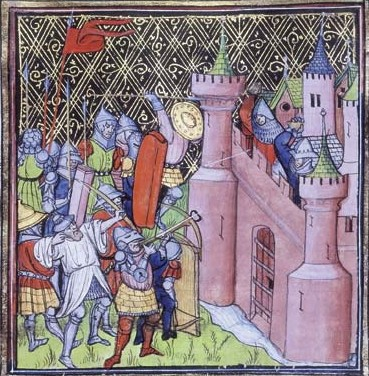
Dobývání Akkonu na středověké iluminaci

Když na jaře roku 1191 dospěl Leopold k obleženému Akkonu, stal se zde velitelem zbytku říšských vojsk. Už během předchozího obležení Akkonu se zde především z německy mluvících křižáků ustanovilo špitální bratrstvo, ze kterého se později vyvinul Řád německých rytířů. V dalších letech patřili babenberští vévodové k jeho velkým příznivcům. Poté, co k Akkonu dorazila francouzská armáda pod vedením Filipa II. Augusta a anglická armáda vedená Richardem Lví Srdce, Leopoldův význam při obléhání Akkonu výrazně poklesl. Když byl Akkon konečně 12. července 1191 dobyt, došlo k rozepřím, při kterých vojáci Richarda Lví srdce (snad na jeho přímý rozkaz) strhli z hradeb zástavu vévody Leopolda, se zdůvodněním, že pouhý vévoda nemůže vyvěsit svůj praporec vedle korouhve jejich krále. Leopoldův příspěvek k dobytí Akkonu byl totiž pouze symbolický.
| „                    | Po obsazení města nařídil král Angličanů vztyčit vítězné korouhve svého vojska na věžích a takto si přivlastnit veškerou slávu. A když projížděl městem, které nechal vyzdobit svými praporci, tu rozpoznal, že jedno znamení není jeho a otázal se, komu patří. A když se mu dostalo odpovědi, že patří Leopoldovi, vévodovi Rakušanů, a když se ujistil, že tento obsadil jednu z městských čtvrtí, propadl hroznému hněvu a nařídil srazit onu korouhev z věže do bláta. Mimoto vévodu bezdůvodně urazil mnoha hanlivými slovy a jiným uzmul společným úsilím nabytou kořist, kterou rozdělil jen mezi své, a tak na sebe přivolal hněv mnohých... | “ |
| — Ota ze Sv. Blažeje | |   |

Z počátku 14. století pochází legenda o údajném hrdinském boji Leopolda V., který jako první stanul na hradbách Akkonu. Byl přitom tolik potřísněn krví zabitých nepřátel, že jen bílý pruh v místech opasku prozrazoval původní barvu jeho oblečení. Památku jeho hrdinského boje měl budoucím generacím připomínat podle legendy babenberský erb – bílé břevno v červeném poli.
Uražený vévoda se po dobytí Akkonu vydal na podzim roku 1191 na cestu zpět a ještě před koncem roku dorazil zpět do vlasti. Když brzy po Leopoldově návratu z křížové výpravy zemřel 8. května 1192 Otakar IV. Štýrský bez potomků, došlo k naplnění dříve sjednané dohody. O málo později Jindřich VI. udělil Leopoldovi a jeho synu Fridrichovi dědictví po Otakarovi v léno a on se mohl bez obtíží ujmout Štýrska.

### Zajetí Richarda Lví srdce

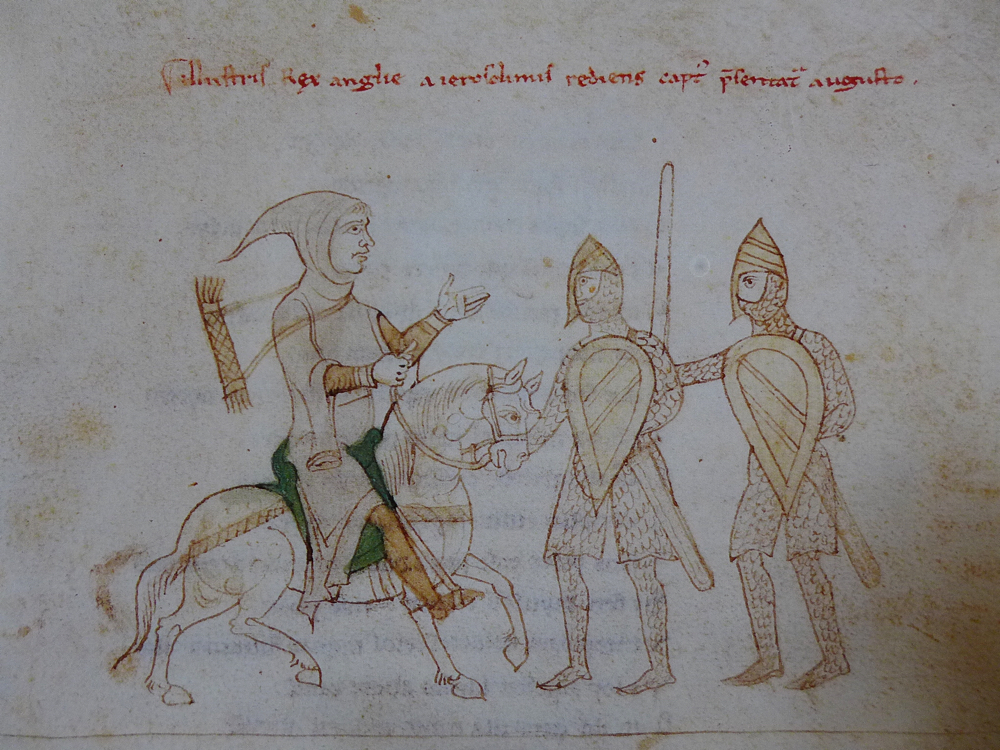
Zajetí krále Richarda Lví srdce (Liber ad honorem Augusti Petra de Ebulo)

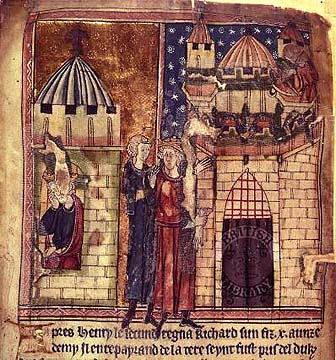
Leopold se svým vězněm vlevo, Richardova smrt vpravo (Effigies ad Regem Angliae)

Po uzavření příměří se Saladinem se Richard Lví srdce rozhodl pro návrat do Anglie. Třetí křížová výprava sice skončila v zásadě neúspěšně, protože se nepodařilo osvobodit Jeruzalém, ale zprávy z domova nutily Richarda k co možná nejrychlejšímu návratu. Důvodem k tak rychlému návratu pak byly především intriky jeho mladšího bratra Jana, který se v době Richardovy nepřítomnosti pokoušel o získání anglické koruny. Také francouzský král Filip II., který se z křížové výpravy vrátil už roku 1191, se snažil systematicky podkopávat Richardovu moc v Normandii. Richard se vydal na cestu ze Svaté země 9. října 1192 v době, která z důvodu blížící se zimy už byla zcela nevhodná pro bezpečnou plavbu. Na začátku listopadu se zastavil na ostrově Korfu, kde pravděpodobně získal aktuální informace o dění v Evropě, a dále pokračoval jen v doprovodu několika věrných. Doprovázeli jej rytíři Balduin z Béthune a Vilém L’Étang, duchovní Filip z Poitou a několik templářů. Po ztroskotání lodi na jadranském pobřeží (někde mezi Aquileiou a Benátkami) pokračovali v další cestě převlečeni za poutníky. Situace byla o to složitější, že cesta vedla přes území Menharta Gorického a Leopolda Babenberského, kteří oba byli s Richardem znepřáteleni. Přes všechny komplikace se Richardovi málem podařilo dosáhnout českých zemí, jejichž tehdejší kníže Přemysl Otakar I. byl zapojen do připravované proticísařské koalice. Krátce před Vánoci 21. prosince byl ale Richard nedaleko Vídně ve vesnici Erdberg zajat vévodou Leopoldem a uvězněn na hradě Dürnstein patřícímu Hadmaru II. z Kuenringu.
| „         | Ač si přál být nepoznán, přece byl mnohými poznán, a když byli někteří jeho lidé cestou zajati, někteří pobiti, a když také ztratil své věci, došel do Rakous, země vévody Leopolda. Tamtudy chtěl tajně projít a chtěl odejít nepoznán ze země knížete, jehož předtím těžce a velmi urazil, ale dostižen úradkem božím, upadl do osidel toho, jehož chtěl předtím chytit. ... Když se totiž potajmu a pěší zdržoval u Vídně, doprovázen toliko dvěma druhy, byl nalezen vyzvědači v laciném hostinci a zajat lidmi rakouského vévody. | “ |
| — Ansbert | |   |

O Richardově zajetí informoval Leopold ihned císaře Jindřicha, který obratem zpravil i francouzského krále Filipa II. Ti oba měli na Richardově zajetí největší zájem a patřili pravděpodobně i k jeho hlavním iniciátorům. Jako důvod zajetí uváděl Leopold kromě již zmíněné rozepře u Akkonu i Richardovo zajetí kyperského knížete Izáka, který byl Leopoldovým bratrancem a také podezření, že se Richard nějakým způsobem podílel na zavraždění jeruzalémského krále Konráda z Montferratu.
Dne 6. ledna 1193 se v Řezně Leopold spolu se svým vznešeným zajatcem setkal s císařem Jindřichem. Jindřich chtěl Richarda získat do svých rukou, ale Leopold se cenné kořisti nechtěl tak lehce vzdát. Teprve po dlouhém vyjednávání bylo 14. února 1193 dohodnuto, že Richard dá za své propuštění císaři 100 000 hřiven stříbra a polovinu z této částky dostane Leopold Babenberský jako věno Richardovy neteře Eleonory Bretaňské, která se provdá za jeho syna. Sňatek měl proběhnout na svátek sv. Michaela současně s předáním první poloviny výkupného. Pokud by se nevěsta ženichovi nezamlouvala, měl být Richard svého slibu zbaven. Zároveň anglický král slíbil propuštění Izáka Komnéna a jeho dcery. Zárukou splnění podmínek mělo být 200 rukojmí, kteří neměli být propuštění dříve, dokud Leopold nebude zbaven exkomunikace, kterou na něj uvalil papež za porušení nařízení o nedotknutelnosti křižáka.
| „                                                    | Já, Leopold, vévoda rakouský, dám a odevzdám svému pánu, římskému císaři Jindřichovi, anglického krále tím způsobem či postupem, že tentýž král, jak je dohodnuto, daruje panu císaři sto tisíc hřiven stříbra, z nichž polovinu dostanu já jako věno dcery bratra anglického krále, kterou jeden z mých synů hodlá pojmout za manželku. Tato dcera bratra anglického krále pak na svátek svatého Michaela bude představena jednomu z mých synů, kterého k tomu vyberu. A polovina z již řečeného sta tisíc hřiven stříbra, tedy padesát tisíc hřiven stříbra, bude splatná v témže termínu, a můj pan císař z nich dostane jednu polovinu a já druhou. Druhá polovina z toho sta tisíc hřiven, totiž zbývajících padesát tisíc hřiven, má být proplacena do počátku nejbližšího následujícího postu. Z těchto peněz obdrží podobně polovinu pan císař a polovinu já. | “ |
| — Dohoda mezi vévodou Leopoldem a císařem Jindřichem | |   |

Do císařských rukou byl Richard Lví Srdce předán Leopoldem ve Špýru 22. března 1193 během velikonočního shromáždění dvora. Při pozdějších jednáních mezi císařem a Richardem Lví srdce bylo výkupné zvýšeno na 150 000 hřiven, ze kterých mělo být co nejdříve předáno 100 000 hřiven. Za zbývajících 50 000 hřiven (z toho 20 000 pro Leopolda) měl císař získat 60 rukojmí a Leopold 7 rukojmí. Po obdržení uvedené částky a předání rukojmí měl být Richard propuštěn. Větší část požadovaného výkupného (pravděpodobně se jednalo o 100 000 hřiven) se podařilo doručit do Říše ještě před Vánoci roku 1193 a Richard měl být propuštěn v polovině ledna 1194. Císař se však snažil Richardovo propuštění protahovat, a tak byl anglický král propuštěn na svobodu až 4. února 1194. Za příslib ročních peněžních důchodů získal Richard spojenectví s mnoha německými knížaty mezi kterými byl i Leopold V. Babenberský.
Peníze, které Leopold z anglického výkupného získal, posloužily k otevření nových stříbrných dolů ve Štýrsku, k reformě mince a k opevnění, případně založení několika měst. Dne 4. února 1194 byl Richard Lví srdce konečně propuštěn ze zajetí.

### Smrt

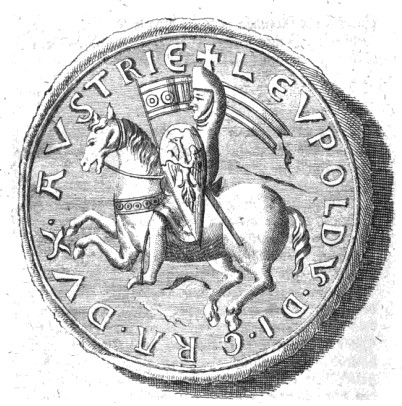
Leopoldova pečeť

Exkomunikovaný Leopold nehodlal vrátit výkupné obdržené od Richarda, tak jak požadoval papež. Dokonce v září 1194 vyhrožoval popravením rukojmí, pokud Richard okamžitě nepošle slíbenou nevěstu pro jeho syna. V prosinci se tak Eleonora Bretaňská spolu s dcerou Izáka Komnéna vydaly v doprovodu Balduina z Béthune do Rakouska. Vánoční svátky 1194 trávil Leopold ve Štýrském Hradci. Zde 26. prosince 1194 utrpěl při pádu z koně otevřenou zlomeninu holenní kosti.
| „         | Když pak na Narození Páně slavil svátek v marce nově získané země na hradě Graz a pořádal velikou slavnost, následující den po slavnosti nasedl na velmi tvrdošíjného koně, a když jel přes nevelký sníh potažený ledem, spadl z koně, na němž seděl, a třebaže byl rytíř protřelý různými rytířskými příhodami, z této nešťastné příhody přece nevyvázl, neboť si zlomil holeň v půli tak, že byla porušena kost i maso. | “ |
| — Ansbert | |   |

Přes veškeré lékařské pokusy se nepodařilo ránu zacelit. Noha se zanítila a lékaři doporučili její amputaci. Nikdo však nebyl ochoten amputaci provést. Zoufalý vévoda nakonec sám přiložil na svou nohu sekyru a nařídil svému sluhovi, aby do ní udeřil palicí. Sněť mezitím pokročila a amputace přišla pozdě. V předtuše blížící se smrti a také proto, že stále zůstával v církevní klatbě, která na něho byla uvalena, povolal k sobě salcburského arcibiskupa Vojtěcha, který po Leopoldově pokání a příslibu propuštění rukojmích a vrácení výkupného z něho klatbu sňal. Jen pár dní poté vévoda Leopold zemřel. Vévodova smrt zároveň znamenala konec plánů sňatku jeho syna Fridricha s Eleonorou Bretaňskou, protože když se Balduin z Béthume dověděl o Leopoldově smrti, rozhodl o jejich návratu zpět.
| „                     | Nyní je léto, říkají, přišel čas rozkoší, že se mám radovat jako kdysi, tak mi radí, a tak mi říkají. Smrt mi však vzala něco, co nikdy již nezahladím. K čemu ještě potřebuji čas blaženosti, když Liutold, všech přátel pán, leží v zemi... | “ |
| — Reinmar von Hagenau | |   |

Podle svého přání byl Leopold V. pohřben v rodovém klášteře v Heiligenkreuz, který založil jeho děd. Po jeho smrti přešly Rakousy na jeho staršího syna Fridricha a Štýrsko na mladšího Leopolda. Mezi svými příznivci jej uváděl i německý básník Walter von der Vogelweide.